# Episodi di Brennero
La prima stagione della serie televisiva Brennero, composta da 8 episodi, è stata trasmessa in prima visione su Rai 1 dal 16 settembre al 7 ottobre 2024 con due episodi alla volta in quattro prime serate. Tutti gli episodi sono stati pubblicati in anteprima su RaiPlay il 16 settembre 2024.
| nº | Titolo                       | Prima TV          | Pubblicazione     |
| -- | ---------------------------- | ----------------- | ----------------- |
| 1  | Mostri dal passato - Parte 1 | 16 settembre 2024 | 16 settembre 2024 |
| 2  | Mostri dal passato - Parte 2 | 16 settembre 2024 | 16 settembre 2024 |
| 3  | Echi della sera - Parte 1    | 23 settembre 2024 | 16 settembre 2024 |
| 4  | Echi della sera - Parte 2    | 23 settembre 2024 | 16 settembre 2024 |
| 5  | Terzo livello - Parte 1      | 30 settembre 2024 | 16 settembre 2024 |
| 6  | Terzo livello - Parte 2      | 30 settembre 2024 | 16 settembre 2024 |
| 7  | Cadono le maschere - Parte 1 | 7 ottobre 2024    | 16 settembre 2024 |
| 8  | Cadono le maschere - Parte 2 | 7 ottobre 2024    | 16 settembre 2024 |

## Mostri dal passato - Parte 1
- Diretto da: Davide Marengo
- Scritto da: Carlo Mazzotta e Andrea Valagussa

### Trama
Bolzano, la giovane pubblico ministero di cultura tedesca Eva Kofler viene chiamata a indagare sulla morte di Hans Mayer, ucciso a bruciapelo da un misterioso killer fuori dalla porta di casa. In Procura si pensa che il responsabile sia un serial killer di cittadini di lingua tedesca noto come "il Mostro" che il padre di Eva non è mai riuscito a fermare. Eva si imbatte in Paolo Costa, ispettore italiano che aveva lavorato con suo padre e che nel tentativo di fermare il Mostro era finito fuori strada con la collega Giovanna Ferrari: lui aveva perso una gamba mentre lei era morta. La Kofler decide di avvalersi della collaborazione di Costa ma deve fare i conti con il suo carattere difficile; l'ispettore, da tempo fuori servizio, è convinto che il Mostro e l'assassino di Mayer non siano la stessa persona. Poco dopo una coppia viene presa di mira dal killer: Giacomo Prati riesce a scamparla perché l'arma si è inceppata ma la moglie Aurora ha la peggio e lotta tra la vita e la morte. I due sono italiani e non tedeschi come le vittime del Mostro e Costa scopre che la donna aveva avuto una relazione con Mayer, vigile del fuoco come il marito. Costa e la Kofler intanto continuano a scontrarsi e la collaborazione viene sospesa.
- Altri interpreti: Laura Riccioli (Clara Bauer), Jessica Piccolo Valerani (sorella di Berger), Caterina Casini (Marta), Fulvio Falzarano (comandante Pedrotti), Paolo Romano (Giacomo Prati), Laura Serena (dott.ssa Majore).
- Ascolti: telespettatori 2 814 000 – share 17,22%[4].

## Mostri dal passato - Parte 2
- Diretto da: Davide Marengo
- Scritto da: Carlo Mazzotta e Andrea Valagussa

### Trama
Costa chiede alla Kofler di rientrare in servizio con la promessa di cambiare atteggiamento. I due decidono di approfondire il caso di Gunter Berger, una delle vecchie vittime del Mostro la cui sorella è una vigilessa proprio come Mayer e Prati, e scoprono che anche lui doveva entrare nella caserma, valutato da Mayer e Prati il giorno della morte. Prati confessa che Berger era morto per un incidente in caserma e che era stato portato nel bosco così da far ricadere la colpa sul Mostro; quindi è stata la sorella di Berger ad uccidere Aurora Prati per vendetta. Costa e la Kofler riescono a fermare la ragazza sulla torre dalla quale era caduto il fratello e dove ora sta per uccidere anche il comandante Pedrotti, mandante delle vessazioni subite dal fratello per mano di Prati e Mayer solo perché era omosessuale. Durante l'interrogatorio la Berger racconta di essere stata imbeccata dal Mostro per poter vendicare la morte del fratello potendo utilizzare la sua pistola pur non avendolo mai incontrato di persona. La polizia trova il rifugio del Mostro nel bosco e all'interno vi trova delle foto che ritraggono Costa e la Kofler.
- Altri interpreti: Jessica Piccolo Valerani (sorella di Berger), Fulvio Falzarano (comandante Pedrotti), Paolo Romano (Giacomo Prati), Rimau Ritzberger Grillo (Martin).
- Ascolti: telespettatori 2 814 000 – share 17,22%[4].

## Echi della sera - Parte 1
- Diretto da: Davide Marengo
- Scritto da: Carlo Mazzotta e Andrea Valagussa

### Trama
Mentre viene analizzato il rifugio, il Mostro entra indisturbato vestito da poliziotto della scientifica e recupera una scatola. Costa se ne accorge e si avventura nel bosco ma viene fermato dal Mostro che gli punta contro una pistola prima di dileguarsi. Costa e la Kofler scoprono che nella scatola il Mostro aveva delle foto rubate anni prima in un negozio fotografico; tra queste quella del tenente Pace, morto nel tentativo di disinnescare un ordigno nel periodo degli attentati compiuti dal Befreiungsausschuss Südtirol per ottenere la riannessione della regione italiana del Südtirol al Tirolo austriaco. I due scoprono che Pace aveva avuto una relazione con Sonia Mahr e parlando con l'anziana donna scoprono che era rimasta incinta e che quindi il Mostro potrebbe essere su figlio. Eva si sfoga con Paolo raccontandogli che anche lei ha avuto una bambina quando era solo una ragazza e che il padre l'aveva costretta a darla in adozione: si tratta di Mathilde, giovane pittrice sospettata di aver rubato un quadro al Conte Reiderstahl. Dopo aver parlato con Martin, il ragazzo di Mathilde, la PM si reca a casa del Conte pensando che lui abbia inscenato il furto per una questione assicurativa ma lo trova a terra morto; a fianco del corpo trova una sigaretta elettronica appartenente a Mathilde e decide di sottrarla dalla scena del crimine.
- Altri interpreti: Laura Riccioli (Clara Bauer), Ralph Palka (Conte Peter Reiderstahl), Caterina Casini (Marta), Roberta Rovelli (Letizia), Verena Buss (Sonia Mahr), Maurizio Tabani (Eriberto Villa), Rimau Ritzberger Grillo (Martin).
- Ascolti: telespettatori 2 911 000 – share 17,10%[5].

## Echi della sera - Parte 2
- Diretto da: Davide Marengo
- Scritto da: Carlo Mazzotta e Andrea Valagussa

### Trama
Costa collega tutte le vittime del Mostro agli attentati del 1968 e quindi l'uomo si sarebbe voluto vendicare di quelli che hanno causato la morte del padre, il tenente Pace. Il figlio di Sonia Mahr in quel periodo finì in un orfanotrofio con il nome di Mauro Battisti per poi ottenere una borsa di studio grazie a una colletta dei colleghi del padre. Nel frattempo Eva cerca di tirare fuori dai problemi Mathilde. La ragazza racconta di essere andata effettivamente dal Conte ma di averlo trovato morto e di essere fuggita per paura; racconta anche che in precedenza aveva avuto un diverbio con lui perché voleva fregarla spacciando per vero il quadro falso che lei gli aveva sottoposto. Si scopre essere stata Letizia, la gallerista, ad aver organizzato la truffa dei quadri falsi da vendere e ad aver ucciso il Conte che l'aveva scoperta. Costa scopre che ad uccidere il tenente Pace non è stato un ordigno dei terroristi bensì uno dell'esercito italiano ma una sera viene ritrovato il cadavere di Eriberto Villa, vecchio collega di Pace, sotto un traliccio, ucciso con un colpo alla nuca. Costa è affranto perché non gli è stata concessa l'abilitazione per tornare operativo.
- Altri interpreti: Laura Riccioli (Clara Bauer), Ralph Palka (Conte Peter Reiderstahl), Roberta Rovelli (Letizia), Maurizio Tabani (Eriberto Villa).
- Ascolti: telespettatori 2 911 000 – share 17,10%[5].

## Terzo livello - Parte 1
- Diretto da: Giuseppe Bonito
- Scritto da: Carlo Mazzotta e Andrea Valagussa

### Trama
Eva promette a Paolo che farà di tutto per ottenere il suo reintegro ma lui dovrà tenere un profilo basso. I due si trovano a occuparsi dell'aggressione a un ragazzo di nome Matteo da parte di Miran Rainer, il figlio del rettore dell'università, durante una partita di hockey su ghiaccio, sport praticato anche da Tommaso Rossi, il figlio della compagna di Paolo che lo sta aiutando con la riabilitazione dopo la perdita della gamba. Nel frattempo, in un motel che si trova dopo il confine con l'Austria viene ucciso tale Vlado Micic e la direttrice collega il fatto con la presenza nella struttura di Helmuth Fischer, che altri non è che il Mostro. Costa inizia a indagare per conto proprio e riceve una chiamata inattesa: è il Mostro, che nega di aver ucciso Villa e gli chiede aiuto per scoprire la verità riguardo alla morte del padre. Eva intanto si scontra pesantemente col marito perché ha scoperto che sta cercando di far trasferire Mathilde a Berlino per allontanarla da lei: colta dallo sconforto e sentendosi tradita da tutti coloro che le stanno vicino, si reca a casa di Paolo per rimproverarlo delle sue indagini personali e i due finiscono a letto insieme.
- Altri interpreti: Marcos Piacentini (Sergio, compagno di Matteo), Vincenzo Lupotto (compagno di Matteo), Nicolai Bosca (Matteo Bendotti), Ennio Coltorti (Franco Venturi), Eva Kuen (direttrice motel), Lucio De Francesco (Renato Bendotti), Matthias Candela (Miran Rainer), Karolina Porcari (Corinne Fischer), Alex Cendron (Emanuele Capicchi).
- Ascolti: telespettatori 2 617 000 – share 16,10%[6].

## Terzo livello - Parte 2
- Diretto da: Giuseppe Bonito
- Scritto da: Carlo Mazzotta e Andrea Valagussa

### Trama
Matteo è morto in ospedale e i suoi amici vogliono vendicarsi. Costa si reca a casa di Villa dove viene colpito alle spalle venendo poi soccorso dalla Kofler. Successivamente il Mostro avvicina Costa raccontandogli che il dottor Lojacono, diversi militari e anche il padre di Eva hanno fatto fortuna dopo la morte di suo padre ma il poliziotto decide di non dire nulla alla PM. Tommaso, dopo aver fatto fermare i suoi compagni mentre erano in procinto di attaccare il maneggio dei Rainer, racconta a Eva e Paolo che Matteo si era fatto male il giorno prima della partita praticando parkour e quindi la morte è la tragica conseguenza delle ferite riportate e non dell'aggressione subita; un video incastra Sergio, amico di Matteo, mentre per scherzo lo sbilancia facendolo però cadere. Paolo racconta a Eva di essere in contatto con Fischer e che questo vuole collaborare ma la donna non vuole credere al coinvolgimento del padre e gli fa capire che proprio l'anziano ha messo una buona parola per il suo reintegro. Paolo si reca all'incontro con Fischer quando a sua insaputa intervengono le volanti su input di Eva e il Mostro viene arrestato.
- Altri interpreti: Marcos Piacentini (Sergio, compagno di Matteo), Vincenzo Lupotto (compagno di Matteo), Nicolai Bosca (Matteo Bendotti), Lucio De Francesco (Renato Bendotti), Bruno De Stephanis (dottor Lojacono), Alex Cendron (Emanuele Capicchi), Flavio Altissimi (Marco Tatti).
- Ascolti: telespettatori 2 617 000 – share 16,10%[6].

## Cadono le maschere - Parte 1
- Diretto da: Giuseppe Bonito
- Scritto da: Carlo Mazzotta e Andrea Valagussa

### Trama
Fischer viene trovato morto suicida nella sua cella: Paolo se la prende con il direttore del carcere mentre Eva chiede subito le registrazioni delle telecamere di sorveglianza ma il procuratore capo Lopez affida il caso a Clara Bauer dirottando la Kofler e Costa, che Eva è riuscita a far reintegrare, sul caso dell'omicidio di un ricercatore, il professor Peter Agosti, trovato morto nella sua camera d'albergo mentre stava conducendo un'indagine privata sulla Adige GreenLight, l'azienda sponsor del convegno al quale avrebbe dovuto partecipare. I due si soffermano sulla escort Patricia Weber la quale, dopo essere scappata nuda dall'albergo, è stata caricata nell'auto di Andreas Muller, prefetto e marito della Kofler, da una persona che, a dire del suo autista Lucas, avrebbe rubato la vettura.
Intanto Mathilde sembra essere scomparsa ed Eva incontra i genitori, Alberto ed Elisa Comi, dicendo loro di essere la madre della ragazza: il padre adottivo, sconvolto, la manda via minacciandola. Eva, disperata, trova conforto ancora una volta in Paolo, la cui compagna, Michela, lo pone di fronte ad un aut aut in quanto ha capito che lui ancora non sa cosa vuole.
Le immagini di sicurezza del carcere sono state manomesse ma i risultati dell'autopsia escludono il suicidio. La Bauer però scopre che l'addetto alle pulizie è stato sostituito da un ex militare, Marco Tatti, lo stesso che ha colpito Costa a casa di Villa e che ora ha fatto perdere le proprie tracce. Le immagini di sorveglianza di un bar riprendono Tatti, che ha ricevuto un ingente somma di denaro sul suo conto, mentre si incontra con il padre di Eva. Il giorno dopo Gerhard Kofler viene convocato da Eva e dal procuratore capo Lopez ma nega l'evidenza arrampicandosi sugli specchi prima di essere colto da un malore.
- Altri interpreti: Laura Riccioli (Clara Bauer), Ennio Coltorti (Franco Venturi), Angelo Tanzi (direttore del carcere), Marisa Grimaldo (medico legale), Mauro Pescio (Alberto Comi), Cristina Barbagallo (Elisa Comi), Alena von Aufschnaiter (Patricia Weber), Enrica Rosso (Angela Agosti), Günter Götsch (Lucas), Riccardo Angelini (Martino Faggio), Erica Zambelli (Ingrid Faggio), Flavio Altissimi (Marco Tatti).
- Ascolti: telespettatori 2 782 000 – share 16,20%[7].

## Cadono le maschere - Parte 2
- Diretto da: Giuseppe Bonito
- Scritto da: Carlo Mazzotta e Andrea Valagussa

### Trama
Il padre di Eva viene stabilizzato e durante un colloquio con Paolo nega ancora di aver incontrato l'ex militare. L'ispettore capisce che il video è stato creato ad arte con il deepfake e rintraccia la responsabile la quale confessa di essere stata incaricata da Tatti per incastrare l'ex procuratore.
L'autista del marito di Eva racconta che la escort che ha caricato in auto è sua figlia, pagata dal CEO della GreenLight per passare la notte con il professore con l'intento di ricattarlo: mentre era in bagno però un uomo si era introdotto nella stanza uccidendo il ricercatore dopo un diverbio. Si tratta di Martino Faggio, padre di un bambino gravemente malato che aveva bisogno di soldi per le sue cure e che quindi era stato pagato dal CEO per fermare Agosti.
Costa viene a sapere da un tenente che Pace era morto in caserma e che dietro a tutto c'è Franco Venturi, potente avvocato nonché marito di Luisa Lopez e quindi amico di famiglia dei Kofler. Costa cerca di avvisare Eva ma la PM sta seguendo in quegli istanti l'avvocato al presunto incontro con Marco Tatti ma una volta arrivata sul posto si trova davanti Luisa Lopez: il procuratore capo le racconta che suo fratello Filippo era stato ucciso davanti a una caserma e che lei e il marito, anch'egli all'epoca un giovane militare, avevano chiesto invano a Pace di infiltrarsi tra i terroristi tramite il fratello della compagna Sonia Mahr e così, davanti al suo rifiuto, lo hanno ucciso ma, a loro dire, è stato un incidente. Venturi ordina al suo uomo di sparare a Eva, perché ormai ha scoperto tutto, ma Costa, giunto sul posto grazie alla posizione che lei, non fidandosi, era riuscita a mandargli di nascosto poco prima, la salva in tempo e fa arrestare i due: il caso è finalmente chiuso.
Nel finale, Paolo si riconcilia con Michela ed Eva con il marito, che, avendo capito quanto è importante per la moglie, è riuscito a rintracciare Mathilde: madre e figlia hanno finalmente modo di chiarirsi. Eva e Paolo, ormai diventati un'affiatata coppia investigativa e di amici, continuano a fare squadra fissa sul lavoro per risolvere nuovi casi.
- Altri interpreti: Caterina Casini (Marta), Ennio Coltorti (Franco Venturi), Verena Buss (Sonia Mahr), Enrica Rosso (Angela Agosti), Günter Götsch (Lucas), Alena von Aufschnaiter (Patricia Weber), Riccardo Angelini (Martino Faggio), Erica Zambelli (Ingrid Faggio), Flavio Altissimi (Marco Tatti).
- Ascolti: telespettatori 2 782 000 – share 16,20%[7].